# Rajkot
Rajkot este un oraș în India. Este un oraș in Gujarat. Este recunoscut datorită filmelor indiene, ca de exemplu Mica Mireasă sau Suflete Trădate, mai ales in România